# Cantón de Laruns
El cantón de Laruns era una división administrativa francesa, situada en el departamento de los Pirineos Atlánticos y la región Aquitania.

## Composición
El cantón de Laruns incluía ocho comunas:
- Aste-Béon
- Béost
- Bielle
- Bilhères
- Eaux-Bonnes
- Gère-Bélesten
- Laruns
- Louvie-Soubiron

## Supresión del cantón de Laruns
En aplicación del Decreto n.º 2014-248 de 25 de febrero de 2014, el cantón de Laruns fue suprimido el 22 de marzo de 2015 y sus ocho comunas pasaron a formar parte del nuevo cantón de Santa María de Olorón-2.